# Nishapur
Nishapur hay Nishabur phát âmⓘ (tiếng Ba Tư: نیشابور,tiếng Ả Rập: نيسابور, La Mã hoá là Nīshāpūr, Nīshābūr, và Neyshābūr từ tiếng Ba Tư trung cổ: "Thành phố mới của Shapur" hoặc "Perfect built of Shapur"), là một thành phố thuộc tỉnh Khorasan, thủ phủ của huyện Nishapur và từng là thủ phủ tỉnh Khorasan, ở phía đông bắc Iran, toạ lạc trên một thung lũng màu mỡ ở chân núi Binalud. Dân số ước tinh năm 2011 của thành phố là 239.185 người và cả huyện có 433.105 dân. Khu vực xung quanh có nhiều mỏ ngọc lam cung cấp ngọc cho thế giới ít nhất 2000 năm nay.
Thành phố được thành lập vào thế kỷ thứ 3 bởi vua Shapur I để làm thủ phủ cho Satrap của Sassanid. Năm 830 thành phố được tu sửa và trở thành kinh đô của nhà Tahirid. Năm 1037 Tughril chọn thành phố làm kinh đô thứ nhất của nhà Seljuq. Từ thời Abbas cho đến khi Mông Cổ xâm lược Khwarezmia và Đông Iran, nơi đây đã phát triển thành một trung tâm văn hóa, kinh tế và giáo dục lớn của thế giới Hồi giáo.

## Khí hậu
Nishapur có khí hậu bán khô hạn lạnh (BSk).
| Dữ liệu khí hậu của Neyshaboor (1991–2010) | Dữ liệu khí hậu của Neyshaboor (1991–2010) | Dữ liệu khí hậu của Neyshaboor (1991–2010) | Dữ liệu khí hậu của Neyshaboor (1991–2010) | Dữ liệu khí hậu của Neyshaboor (1991–2010) | Dữ liệu khí hậu của Neyshaboor (1991–2010) | Dữ liệu khí hậu của Neyshaboor (1991–2010) | Dữ liệu khí hậu của Neyshaboor (1991–2010) | Dữ liệu khí hậu của Neyshaboor (1991–2010) | Dữ liệu khí hậu của Neyshaboor (1991–2010) | Dữ liệu khí hậu của Neyshaboor (1991–2010) | Dữ liệu khí hậu của Neyshaboor (1991–2010) | Dữ liệu khí hậu của Neyshaboor (1991–2010) | Dữ liệu khí hậu của Neyshaboor (1991–2010) |
| Tháng                                      | 1                                          | 2                                          | 3                                          | 4                                          | 5                                          | 6                                          | 7                                          | 8                                          | 9                                          | 10                                         | 11                                         | 12                                         | Năm                                        |
| ------------------------------------------ | ------------------------------------------ | ------------------------------------------ | ------------------------------------------ | ------------------------------------------ | ------------------------------------------ | ------------------------------------------ | ------------------------------------------ | ------------------------------------------ | ------------------------------------------ | ------------------------------------------ | ------------------------------------------ | ------------------------------------------ | ------------------------------------------ |
| Cao kỉ lục °C (°F)                         | 18.0 (64.4)                                | 24.2 (75.6)                                | 29.4 (84.9)                                | 33.2 (91.8)                                | 38.0 (100.4)                               | 41.4 (106.5)                               | 41.6 (106.9)                               | 42.8 (109.0)                               | 38.6 (101.5)                               | 33.6 (92.5)                                | 28.0 (82.4)                                | 24.2 (75.6)                                | 42.8 (109.0)                               |
| Trung bình ngày tối đa °C (°F)             | 7.2 (45.0)                                 | 10.1 (50.2)                                | 15.4 (59.7)                                | 22.1 (71.8)                                | 27.4 (81.3)                                | 32.8 (91.0)                                | 34.8 (94.6)                                | 33.8 (92.8)                                | 29.9 (85.8)                                | 24.0 (75.2)                                | 16.2 (61.2)                                | 10.1 (50.2)                                | 22.0 (71.6)                                |
| Trung bình ngày °C (°F)                    | 1.8 (35.2)                                 | 4.4 (39.9)                                 | 8.9 (48.0)                                 | 14.8 (58.6)                                | 19.3 (66.7)                                | 24.1 (75.4)                                | 26.1 (79.0)                                | 24.5 (76.1)                                | 20.3 (68.5)                                | 15.1 (59.2)                                | 9.0 (48.2)                                 | 4.3 (39.7)                                 | 14.4 (57.9)                                |
| Tối thiểu trung bình ngày °C (°F)          | −3.5 (25.7)                                | −1.4 (29.5)                                | 2.4 (36.3)                                 | 7.5 (45.5)                                 | 11.3 (52.3)                                | 15.3 (59.5)                                | 17.4 (63.3)                                | 15.3 (59.5)                                | 10.7 (51.3)                                | 6.1 (43.0)                                 | 1.7 (35.1)                                 | −1.4 (29.5)                                | 6.8 (44.2)                                 |
| Thấp kỉ lục °C (°F)                        | −25.0 (−13.0)                              | −22.0 (−7.6)                               | −15.8 (3.6)                                | −3.8 (25.2)                                | −0.6 (30.9)                                | 6.8 (44.2)                                 | 10.6 (51.1)                                | 3.6 (38.5)                                 | 0.8 (33.4)                                 | −7.6 (18.3)                                | −8.6 (16.5)                                | −13.0 (8.6)                                | −25.0 (−13.0)                              |
| Lượng Giáng thủy trung bình mm (inches)    | 34.8 (1.37)                                | 35.8 (1.41)                                | 57.1 (2.25)                                | 31.9 (1.26)                                | 19.3 (0.76)                                | 5.5 (0.22)                                 | 1.4 (0.06)                                 | 0.0 (0.0)                                  | 1.1 (0.04)                                 | 3.6 (0.14)                                 | 18.0 (0.71)                                | 29.7 (1.17)                                | 238.2 (9.39)                               |
| Độ ẩm tương đối trung bình (%)             | 72                                         | 67                                         | 61                                         | 55                                         | 45                                         | 32                                         | 29                                         | 28                                         | 33                                         | 43                                         | 58                                         | 71                                         | 50                                         |
| Nguồn: Tổ chức khí tượng Iran              |                                            |                                            |                                            |                                            |                                            |                                            |                                            |                                            |                                            |                                            |                                            |                                            |                                            |

## Các thành phố kết nghĩa
- Kairouan, Tunisia
- Baghdad, Iraq
- Basra, Iraq
- Ghazni, Afghanistan
- Balkh, Afghanistan
- Herat, Afghanistan
- Merv, Turkmenistan
- Bukhara, Uzbekistan
- Samarqand, Uzbekistan
- Khiva, Uzbekistan
- Khojand, Tajikistan
- Kulob, Tajikistan